# Deucalion (superordinador)
Deucalion és un superordinador situat al Centre de Computació Avançada del Minho (MAAC) a Guimarães, Portugal. Es va inaugurar el setembre de 2023 i està cofinançat per l'empresa conjunta EuroHPC i la Fundació per a la Ciència i la Tecnologia de Portugal. Actualment és el superordinador més ràpid de Portugal i ocupa el lloc 257 a la llista mundial de superordinadors TOP500.

## Història
El juny de 2019, l'empresa conjunta EuroHPC (European High-Performance Computing) va anunciar la construcció de vuit superordinadors en diversos llocs de la Unió Europea, amb l'objectiu d'equipar la Unió Europea amb una infraestructura de supercomputació de primera classe. La regió del Minho a Portugal va ser un dels llocs seleccionats.
El febrer de 2021, l'empresa conjunta EuroHPC, la Fundació Portuguesa per a la Ciència i la Tecnologia i Fujitsu van signar el contracte per a un nou superordinador a petaescala, anomenat Deucalion. També es va anunciar que Deucalion s'instal·laria al Centre de Computació Avançada del Minho (MACC).
Deucalió va ser inaugurat oficialment el 6 de setembre de 2023. Va entrar a la llista mundial TOP500 de superordinadors el juny de 2024, ocupant el lloc 219 en velocitat de processament i el 80 en eficiència energètica.

## Arquitectura
El superordinador Deucalion consta de dues particions de computació principals d'ús general basades en diferents arquitectures de processador (ARMv8-A i x86) i una partició de computació basada en GPU. Els usuaris tenen accés al sistema a través d'un conjunt de servidors front-end. Tots els nodes estan connectats a un emmagatzematge compartit d'alt rendiment a través d'una interconnexió d'alta velocitat InfiniBand basada en commutadors Mellanox QM8790 i a una xarxa Ethernet.
La partició de càlcul més gran de Deucalion es basa en l'arquitectura ARMv8-A i consta de 1632 nodes Fujitsu PRIMEHPC FX700 equipats amb Fujitsu A64FX 2.0. Processadors de GHz. Cada node ofereix 16 GB de memòria d'ample de banda elevat dins del processador. La partició arriba a un màxim de 5 petaFLOPS de rendiment de doble precisió.
La segona partició de càlcul es basa en l'arquitectura x86 i consta de 500 nodes de processador dual ATOS Bull Sequana X440 equipats amb AMD EPYC Rome 7742 (2.25 processadors (GHz). Cada node ofereix 256 GB de RAM. La partició arriba a un màxim de 2,3 petaFLOPS de rendiment de doble precisió.
La partició de càlcul basada en GPU consta de 33 nodes ATOS Bull Sequana E410 equipats amb quatre GPU Nvidia A100 i dues AMD Epyc Rome 7742 (2.25 processadors (GHz). Cada node ofereix 80 GB de memòria d'ample de banda elevat per GPU i 512 GB de RAM. La partició arriba a un màxim de 2,7 petaFLOPS de rendiment de doble precisió.
Tots els nodes tenen accés a un emmagatzematge compartit d'alt rendiment basat en el subsistema DDN EXAScaler que utilitza controladors ES400VNX. L'emmagatzematge ofereix un Sistema de fitxers paral·lel ed 10,6 PB i una Capa multiusos d'alta velocitat de 430 TB NVM. Un emmagatzematge addicional connectat a la xarxa NetApp All Flash A220 amb 70 TB està disponible per a les llars dels usuaris i la cua d'enviament.